# NGC 6071
NGC 6071 is een elliptisch sterrenstelsel in het sterrenbeeld Kleine Beer. Het hemelobject werd op 6 mei 1791 ontdekt door de Duits-Britse astronoom William Herschel.

## Synoniemen
- MCG 12-15-47
- ZWG 338.41
- NPM1G +70.0158
- PGC 56767